# 1197 Rhodesia
För andra betydelser, se Rhodesia (olika betydelser).
1197 Rhodesia är en asteroid i huvudbältet som upptäcktes den 9 juni 1931 av den sydafrikanske astronomen Cyril V. Jackson. Asteroidens preliminära beteckning var 1931 LD. Asteroiden fick sedan namn efter den brittiska kolonin Rhodesia.
Rhodesias senaste periheliepassage skedde den 23 september 2018.[Uppdatering behövs] Asteroidens rotationstid har beräknats till 16,06 timmar.